# Грабб, Джим
Джим Грабб (англ. Jim Grabb; р. 14 апреля 1964, Тусон, Аризона) — американский профессиональный теннисист, специалист по игре в парах.
- Бывшая первая ракетка мира в парном разряде
- Двукратный победитель турниров Большого шлема в мужском парном разряде
- Победитель турнира Гран-при Мастерс (1989) в мужском парном разряде
- В общей сложности победитель 25 турниров Большого шлема, Гран-при и АТР-тура в одиночном и парном разряде
- В 2013 году включен в Международный еврейский спортивный зал славы[2]

## Спортивная карьера

### Начало карьеры (1984—1988)
В 1984—86 годах, во время учёбы в Стэнфорде, Джим Грабб трижды подряд включался в состав символической любительской сборной США в парном и дважды в одиночном разряде. В 1985 году он стал полуфиналистом студенческого чемпионата Северной Америки.
Хотя уже во время учёбы Грабб выступал в профессиональных теннисных турнирах (дойдя, в частности, до полуфинала турнира Гран-при в Ливингстоне, Нью-Джерси), полноценную профессиональную карьеру он начал лишь в 1986 году, после окончания университета. В октябре того же года он вышел в финал «челленджера» в Фукуоке (Япония) в одиночном и парном разряде и одержал победу в парах (с Ларри Стефанки). В апреле 1987 года он дошёл уже до финала турнира Гран-при — Открытого чемпионата Сеула, снова в обоих разрядах, и завоевал свой первый титул на этом уровне, обыграв в финале восходящую звезду американского тенниса, юного Андре Агасси. В сентябре в паре с Патриком Макинроем он выиграл чемпионат Тихоокеанского побережья в Сан-Франциско — свой первый парный титул в турнирах Гран-при — после победы уже в первом круге над первой ракеткой мира Робертом Сегусо и Кеном Флэком. В октябре на турнире в Токио он в паре с Сэмми Джаммалвой обыграл Сегусо во второй раз за сезон и дошёл до финала, а через две недели вышел в четвёртый финал за сезон на Открытом чемпионате Стокгольма и окончил год в числе 30 сильнейших парных игроков мира.

### Пик карьеры (1989—1993)
Серия успешных выступлений, не завершавшихся, однако, завоёванными титулами, продолжадась почти весь следующий сезон. С января по октябрь 1988 года Грабб пять раз проигрывал в финалах турниров, каждый раз с другим партнёром, а на Уимблдоне дошёл с австралийцем Питером Дуганом до полуфинала. За это время он поднялся до 16-й строчки в рейтинге АТР. Наконец в начале ноября в Стокгольме он наконец завоевал свой второй титул и закончил год на ближайших подступах к первой десятке рейтинга. 1989 год он начал с выхода в четвертьфинал Открытого чемпионата Австралии в паре со Стефаном Эдбергом, а затем с Патриком Макинроем вышел в финал крупного турнира во Флориде, что позволило ему впервые войти в десятку сильнейших парных игроков мира. В июне он, также с Макинроем, выиграл Открытом чемпионат Франции. Это был всего лишь третий титул в его карьере, но он позволил Граббу на неделю стать первой ракеткой мира в парном разряде. В конце сезона они с Макинроем выиграли ещё один из наиболее престижных титулов в мировом теннисе, победив на турнире Гран-при Мастерс, которым завершали год сильнейшие игроки мира. В этом турнире Грабб и Макинрой выиграли все пять своих встреч, победив в группе Джима Пью и Рика Лича — второго и четвёртого игроков в мировой иерархии, — а в финале действующую первую ракетку мира Андерса Яррида, выступавшего с бывшим обладателем этого звания Джоном Фицджеральдом.
Параллельно с успехами в парах Грабб доказывал, что может преподносить сюрпризы и в одиночном разряде. За 1989 год он дважды нанёс поражение соперникам из первой десятки рейтинга — шестой ракетке мира Майклу Чангу и вице-чемпиону Олимпиады в Сеуле Тиму Майотту, на тот момент восьмому в мире. В феврале 1990 года он поднялся в рейтинге до высшего в карьере 24-го места, и оставался опасен для фаворитов в дальнейшем, сначала обыграв в первом круге Уимблдонского турнира четвёртую ракетку мира Андреса Гомеса, а затем на турнире АТР в Вашингтоне — шестую ракетку мира Брэда Гилберта, прежде чем проиграть в финале Агасси.
Несмотря на часто удачную игру, титулы по-прежнему продолжали ускользать от Грабба. За 1990 год он пять раз играл в финалах в парном разряде (в том числе трижды с Патриком Макинроем), но только один раз, в самом конце года, добился победы. Это произошло в турнире на Уэмбли, к которому он подошёл на 24-м месте в рейтинге, однако в финале обыграл лучшую пару мира — Джима Пью и Рика Лича. Его лучшим результатом в турнирах Большого шлема стал выход в полуфинал Открытого чемпионата Франции. К середине 1991 года сотрудничество с Макинроем постепенно сошло на нет, и Грабб всё чаще стал появляться на корте с другим американцем — Ричи Ренебергом. Именно эта пара выиграла два турнира подряд осенью 1991 года, а за следующий сезон проделала это уже четыре раза, в том числе на Открытом чемпионате США, и столько же раз проиграла в финале, в том числе на Уимблдоне. Ещё два турнира Грабб выиграл в этом году с другими партнёрами. После Открытого чемпионата США он во второй раз в карьере возглавил рейтинг АТР в парном разряде и удерживал эту позицию до начала ноября (с перерывом в одну неделю). Год они с Ренебергом закончили как вторая пара мира. В этом году Грабб завоевал также второй за карьеру титул в одиночном разряде.
1993 год Грабб и Ренеберг начали с выхода в четвертьфинал Открытого чемпионата Австралии и победы на чемпионате США среди профессионалов на крытых кортах в Филадельфии. 8 марта Грабб в очередной раз оказался на первой строчке в рейтинге, но надолго остаться на ней ему помешала травма плеча, выведшая его из строя в конце марта. Он не появлялся на корте до начала следующего года, и его карьера в сборной США в Кубке Дэвиса прервалась уже после первого матча, сыгранного незадолго до травмы. После того, как стало ясно, что сезон он пропускает, двое его бывших партнёров — Ренеберг и Патрик Макинрой — образовали новую пару.

### Возвращение и последние годы карьеры (1994—2000)
К моменту возвращения в турниры АТР-тура Грабб опустился в рейтинге парных игроков за пределы первой сотни. К концу года ему удалось с четырьмя разными партнёрами пять раз побывать в финале турниров и один из них выиграть, вернувшись в Top-50 рейтинга. Следующий год стал ещё более удачным — три победы в пяти финалах (с пятью разными партнёрами) и место в первой двадцатке к его завершению. В середине 1996 года Грабб снова сформировал пару с Ренебергом, завоевав с ним два титула и доведя общее число совместных побед до восьми, но на этот раз их сотрудничество оказалось недолгим, и они расстались уже к апрелю 1997 года.
После этого Грабб объединил усилия с Уэйном Блэком из Зимбабве и дважды подряд — на Уимблдоне и Открытом чемпионате США 1997 года — выходил в полуфинал, но и эта пара оказалась недолговечной. Во второй половине 1998 года последним постоянным партнёром Грабба стал чех Мартин Дамм, выигравший с ним два турнира, что позволило ему ненадолго вернуться в десятку сильнейших парных игроков мира. Победа в паре с Даммом на турнире АТР высшей категории в Торонто в августе 1998 года стала последней в карьере Грабба, однако он выступал ещё полтора сезона. В феврале 2000 года на турнире в Мемфисе в паре с Ренебергом он вышел в последний в карьере финал турнира АТР и завершил выступления в апреле того же года.

## Участие в финалах турниров Большого шлема в мужском парном разряде (2+1)
| Результат | Год  | Турнир                     | Партнёр         | Соперники в финале              | Счёт в финале               |
| --------- | ---- | -------------------------- | --------------- | ------------------------------- | --------------------------- |
| Победа    | 1989 | Открытый чемпионат Франции | Патрик Макинрой | Мансур Бахрами Эрик Виноградски | 6-4, 2-6, 6-4, 7-65         |
| Поражение | 1992 | Уимблдонский турнир        | Ричи Ренеберг   | Джон Макинрой Михаэль Штих      | 7-5, 6-75, 6-3, 6-75, 17-19 |
| Победа    | 1992 | Открытый чемпионат США     | Ричи Ренеберг   | Келли Джонс Рик Лич             | 3-6, 7-62, 6-3, 6-3         |

## Титулы в турнирах Большого шлема, Гран-при и АТР за карьеру (25)
| Легенда                              |
| ------------------------------------ |
| Большой шлем (2)                     |
| Мастерс/Чемпионат мира АТР (1)       |
| ATP Мастерс (1)                      |
| ATP Championship Series/ATP Gold (7) |
| ATP World/ATP International (11)     |
| Гран-при (3)                         |

### Одиночный разряд (2)
| №  | Дата        | Турнир                       | Покрытие | Соперник в финале | Счёт в финале |
| -- | ----------- | ---------------------------- | -------- | ----------------- | ------------- |
| 1. | 20 апр 1987 | Сеул, Республика Корея       | Хард     | Андре Агасси      | 1-6, 6-4, 6-2 |
| 2. | 19 окт 1992 | Тайбэй, Китайская Республика | Ковёр    | Джейми Морган     | 6-3, 6-3      |

### Парный разряд (23)
| №   | Дата        | Турнир                                        | Покрытие | Партнёр         | Соперники в финале                | Счёт в финале      |
| --- | ----------- | --------------------------------------------- | -------- | --------------- | --------------------------------- | ------------------ |
| 1.  | 28 сен 1987 | Сан-Франциско, США                            | Ковёр    | Патрик Макинрой | Гленн Лейендекер Тодд Уитскен     | 6-2, 0-6, 6-4      |
| 2.  | 31 окт 1988 | Стокгольм, Швеция                             | Хард (i) | Кевин Каррен    | Пол Аннакон Джон Фицджеральд      | 7-5, 6-4           |
| 3.  | 29 мая 1989 | Открытый чемпионат Франции, Париж             | Грунт    | Патрик Макинрой | Мансур Бахрами Эрик Виноградски   | 6-4, 2-6, 6-4, 7-6 |
| 4.  | 6 дек 1989  | Мастерс, Лондон, Великобритания               | Ковёр    | Патрик Макинрой | Джон Фицджеральд Андерс Яррид     | 7-5, 7-6, 5-7, 6-3 |
| 5.  | 5 ноя 1990  | Уэмбли, Лондон                                | Ковёр    | Патрик Макинрой | Рик Лич Джим Пью                  | 7-6, 4-6, 6-3      |
| 6.  | 30 сен 1991 | Сидней, Австралия                             | Хард (i) | Ричи Ренеберг   | Люк Дженсен Лори Уордер           | 6-4, 6-4           |
| 7.  | 7 окт 1991  | Токио, Япония                                 | Ковёр    | Ричи Ренеберг   | Скотт Дэвис Дэвид Пейт            | 7-5, 2-6, 7-6      |
| 8.  | 6 янв 1992  | Окленд, Новая Зеландия                        | Хард     | Уэйн Феррейра   | Грант Коннелл Гленн Мичибата      | 6-4, 6-3           |
| 9.  | 3 фев 1992  | Сан-Франциско (2)                             | Хард (i) | Ричи Ренеберг   | Дани Виссер Питер Олдрич          | 6-4, 7-5           |
| 10. | 13 апр 1992 | Гонконг                                       | Хард     | Брэд Гилберт    | Байрон Блэк Байрон Талбот         | 6-2, 6-1           |
| 11. | 8 июн 1992  | Росмален, Нидерланды                          | Трава    | Ричи Ренеберг   | Джон Макинрой Михаэль Штих        | 6-4, 6-7, 6-4      |
| 12. | 17 авг 1992 | Чемпионат США на твёрдых кортах, Индианаполис | Хард     | Ричи Ренеберг   | Грант Коннелл Гленн Мичибата      | 7-6, 6-2           |
| 13. | 31 авг 1992 | Открытый чемпионат США, Нью-Йорк              | Хард     | Ричи Ренеберг   | Келли Джонс Рик Лич               | 3-6, 7-6, 6-3, 6-3 |
| 14. | 15 фев 1993 | Филадельфия, США                              | Ковёр    | Ричи Ренеберг   | Маркос Ондруска Брэд Пирс         | 6-7, 6-3, 6-0      |
| 15. | 11 апр 1994 | Гонконг (2)                                   | Хард     | Бретт Стивен    | Юнас Бьоркман Патрик Рафтер       | без игры           |
| 16. | 6 фев 1995  | Сан-Хосе, США (3)                             | Хард (i) | Патрик Макинрой | Алекс О’Брайен Сэндон Столл       | 3-6, 7-5, 6-0      |
| 17. | 20 фев 1995 | Филадельфия (2)                               | Ковёр    | Джонатан Старк  | Паул Хархёйс Якко Элтинг          | 7-6, 6-7, 6-3      |
| 18. | 9 окт 1995  | Тель-Авив, Израиль                            | Хард     | Джаред Палмер   | Кент Киннэр Дэвид Уитон           | 6-4, 7-5           |
| 19. | 12 авг 1996 | Индианаполис (2)                              | Хард     | Ричи Ренеберг   | Петр Корда Цирил Сук              | 7-6, 4-6, 6-4      |
| 20. | 30 сен 1996 | Лион, Франция                                 | Ковёр    | Ричи Ренеберг   | Нил Броуд Пит Норвал              | 6-2, 6-1           |
| 21. | 23 фев 1998 | Лондон                                        | Ковёр    | Мартин Дамм     | Даниэль Вацек Евгений Кафельников | 6-4, 7-5           |
| 22. | 18 мая 1998 | Санкт-Пёльтен, Австрия                        | Грунт    | Дэвид Макферсон | Дэвид Адамс Уэйн Блэк             | 6-4, 6-4           |
| 23. | 3 авг 1998  | Торонто, Канада                               | Хард     | Мартин Дамм     | Рик Лич Эллис Феррейра            | 6-7, 6-2, 7-6      |

## Статистика участия в центральных турнирах в мужском парном разряде
| Турнир                       | 1984 | 1985 | 1986 | 1987 | 1988 | 1989 | 1990 | 1991 | 1992 | 1993 | 1994 | 1995 | 1996 | 1997 | 1998 | 1999 | 2000 | Итого  | В/П за карьеру |
| ---------------------------- | ---- | ---- | ---- | ---- | ---- | ---- | ---- | ---- | ---- | ---- | ---- | ---- | ---- | ---- | ---- | ---- | ---- | ------ | -------------- |
| Открытый чемпионат Австралии | НУ   | НУ   | -    | НУ   | 1К   | 1/4  | НУ   | НУ   | 2К   | 1/4  | 1К   | НУ   | 1/4  | 3К   | 2К   | 1К   | НУ   | 0 / 9  | 11-9           |
| Открытый чемпионат Франции   | НУ   | НУ   | НУ   | НУ   | НУ   | П    | 1/2  | 1К   | 1/4  | НУ   | 1К   | 1/4  | 3К   | 3К   | 3К   | 1К   | НУ   | 1 / 10 | 22-9           |
| Уимблдонский турнир          | НУ   | НУ   | НУ   | 1К   | 1/2  | 3К   | 3К   | 1К   | Ф    | НУ   | НУ   | 1К   | 3К   | 1/2  | 3К   | 2К   | НУ   | 0 / 11 | 21-11          |
| Открытый чемпионат США       | 2К   | НУ   | НУ   | 1К   | 3К   | 2К   | НУ   | 1К   | П    | НУ   | 1К   | 1К   | НУ   | 1/2  | 1/4  | 2К   | НУ   | 1 / 11 | 18-10          |
| Мастерс/Чемпионат мира АТР   | НУ   | НУ   | НУ   | НУ   | НУ   | П    | НУ   | НУ   | КЭ   | НУ   | НУ   | НУ   | НУ   | НУ   | НУ   | НУ   | НУ   | 1 / 2  | 6-2            |
| Рейтинг в конце года         | 167  | 406  | 268  | 28   | 13   | 9    | 24   | 22   | 3    | 116  | 36   | 15   | 25   | 32   | 15   | 85   | 208  | -      | -              |